# Ambrósio I del Congo
Ambrósio I Nimi a Nkanga va ser un manikongo del regne del Congo des delmarç de 1626 fins a la seva mort el 7 de març de 1631.
Ambrósio I era el nebot d'Álvaro III i com a t al membre de la dinastia Kwilu. Quan Álvaro III va morir el 4 de maig de 1622, només tenia un fill jove per deixar-lo com a hereu. En comptes de posar un jove fàcilment manipulable en el tron en un moment en què els portuguesos sota el govern renegat João Correia de Sousa amenaçaven el país, el consell reial va triar al duc de Mbamba com a rei Pedro II. Així va entrar l'efímera casa reial kinkanga. Al rei Pedro II el va succeir pacíficament el seu fill Garcia I, però la calma no va durar. El 1626, Garcia va ser enderrocat per nobles descontents liderats per Manuel Jordão, duc de Nsundi. A petició dels senyors reials de la cort, molts dels quals eren fervents partidaris de la dinastia Kwilu, Jordão va coronar Ambrósio com a rei, restaurant el poder del kanda Kwilu.
El rei Ambrósio va enemistar-se amb el seu benefactor després de dos anys i el va acusar de cobejar el tron. El rei es va traslladar ràpidament i va aconseguir eliminar Jordão del seu càrrec de duc de Nsundi, i el va exiliar a una illa al riu Congo. Aquest no seria el final dels problemes d'Ambrósio, ja que el seu regnat estava assetjat per rumors de conspiració i mobilitzacions de guerra que van culminar amb una revolta massiva. El rei Ambrósio va ser destronat i assassinat el 7 de març de 1631.